# Воробьево (Судиславский район)
Воробьево — деревня в Расловском сельском поселении Судиславского района Костромской области России.

## География
Деревня расположена у речки Холмуша или Покша.

## История
Вместе с деревнями Буртасово, Евково, Бахурино, Бедрино, Кучино, Литвиново и Следово принадлежала костромскому помещику С. И. Карцеву, сын которого, А. С. Карцев, являлся театралом, имевший собственный дом в Костроме и много сделавший для развития костромского театра.
Согласно Спискам населенных мест Российской империи в 1872 году деревня находилась в 22 верстах от Костромы, относилась к 2 стану Костромского уезда Костромской губернии. В ней числилось 12 дворов, проживало 35 мужчин и 33 женщины.
Согласно переписи населения 1897 года в деревне проживало 103 человека (46 мужчин и 57 женщин).
Согласно Списку населенных мест Костромской губернии в 1907 году деревня относилась к Шишкинской волости Костромского уезда Костромской губернии. По сведениям волостного правления за 1907 год в ней числился 21 крестьянский двор и 125 жителей. Основными занятиями жителей деревни, помимо земледелия, были извоз и фабрично-заводской отхожий промысел.
До муниципальной реформы 2010 года деревня входила в состав Калинковского сельского поселения Судиславского района.

## Население
| 1877 | 1897 | 1907 | 2008 | 2010 | 2014 |
| ---- | ---- | ---- | ---- | ---- | ---- |
| 68   | ↗103 | ↗125 | ↘0   | →0   | →0   |

Число крестьянских дворов 12 (1877) и 21 (1907).

## Комментарии
1. ↑  В том же стане того же уезда располагалась ещё одна деревня Воробьево, находившаяся в 33 верстах от Костромы. В ней числилось 4 двора, проживало 4 мужчины и 10 женщин.
2. ↑  В деревне Воробьево, находившейся в 33 верстах от Костромы, проживало 20 человек (10 мужчин и 10 женщин).
3. ↑  В числившийся в той же волости деревне Воробьево, находившейся в 33 верстах от Костромы, имелось 4 двора и 18 жителей. Основным занятием жителей деревни был угольшицкий промысел.